# Lasiosina tanaitica
Lasiosina tanaitica är en tvåvingeart som beskrevs av Panteleeva 1988. Lasiosina tanaitica ingår i släktet Lasiosina och familjen fritflugor. Inga underarter finns listade i Catalogue of Life.